# William Dickson (RAF-Offizier)

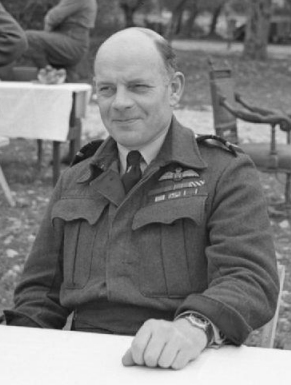
William Dickson (1944)

Sir William Forster Dickson, GCB, KBE, DSO, AFC (* 24. September 1898 in Northwood, Middlesex; † 12. September 1987 auf dem Luftwaffenstützpunkt RAF Wroughton) war ein britischer Marshal of the Royal Air Force, der unter anderem zwischen 1946 und 1947 Vize-Chef des Luftwaffenstabes (Vice Chief of the Air Staff), von 1953 bis 1956 Chef des Luftwaffenstabes (Chief of the Air Staff), zwischen 1956 und 1959 Vorsitzender der Chefs des Stäbe (Chairman of the Chiefs of Staff Committee) sowie zuletzt 1959 erster Inhaber des daraus hervorgegangenen Amtes des Chefs des Verteidigungsstabes (Chief of the Defence Staff) war.

## Leben

### Militärische Ausbildung, Erster Weltkrieg und Wechsel zur RAF
Dickson absolvierte seine schulische Ausbildung am Bowden House in Seaford sowie am Haileybury and Imperial Service College in Hertford und trat danach am 8. Oktober 1916 in den Royal Naval Air Service (RNAS) ein, in dem er als Pilotenanwärter (Probationary Flight Officer) eine Flugausbildung absolvierte. Nach Abschluss der Ausbildung nahm er vom Marinefliegerstützpunkt auf der Isle of Grain an verschiedenen Einsätzen teil und wurde am 2. August 1917 als Pilot auf die zum Flugzeugträger umgebaute Furious versetzt, wo er sich mit Landungsversuchen befasste. Für seine Leistung wurde er am 1. Oktober 1917 erstmals im Kriegsbericht erwähnt (Mentioned in dispatches).
Nach seiner Übernahme als Leutnant in die neu gegründete Royal Air Force am 1. April 1918 gehörte er am 19. Juli 1918 zu einer Gruppe von sieben Piloten von Sopwith-Camel-Jagdflugzeugen, die am Angriff auf die Luftschiffhallen von Tondern teilnahmen. Dabei handelte es sich um den ersten von einem Flugzeugträger aus begonnenen Luftangriff, der sich gegen die Stellungen der deutschen Kaiserlichen Marine in Tønder richtete. Dabei gelang die Zerstörung der Luftschiffe LZ 54 und LZ 60. Für seine Verdienste in dieser Zeit wurde ihm am 21. September 1918 der Distinguished Service Order (DSO) verliehen. Darüber hinaus wurde er am 1. Januar 1919 zum zweiten Mal im Kriegsbericht erwähnt.
Nach Kriegsende wurde er am 8. April 1919 als Pilot auf dem Schlachtschiff Queen Elizabeth, wo er am 1. August 1919 auch als Berufssoldat (Permanent Commission) mit dem Dienstgrad eines Oberleutnants (Flying Officer) in die RAF übernommen. Nach einer kurzen Verwendung zwischen dem 25. März und dem 15. Mai 1920 im Stab auf dem Militärflugplatz RAF Gosport wurde er Pilot der No. 210 Squadron RAF sowie im Anschluss am 4. April 1921 Pilot auf dem Flugzeugträger HMS Argus.

### Zeit bis zum Zweiten Weltkrieg
Im Anschluss war Dickson vom 1. Januar 1922 bis zum 20. März 1923 Testpilot bei der Luftwaffenforschungseinrichtung (Royal Aircraft Establishment) auf dem Stützpunkt RAF Farnborough. Für seine dortigen Verdienste wurde ihm am 3. Juni 1922 das Air Force Cross (AFC) verliehen. Ferner erfolgte dort am 30. Juni 1922 seine Beförderung zum Hauptmann (Flight Lieutenant), die auf den 1. April 1918 zurückdatiert wurde. Am 20. März 1923 wechselte er ins Luftfahrtministerium (Air Ministry), wo er zunächst Stabsoffizier für Marine- und Luftfahrtangelegenheiten sowie anschließend zwischen dem 1. Mai 1923 und dem 1. Juli 1926 Persönlicher Adjutant des stellvertretenden Chefs des Luftwaffenstabes, Air Commodore John Miles Steel, war, der zugleich Leiter der Abteilung für Operationen und Nachrichtendienste war. Nach einer kurzen überplanmäßigen Verwendung in einem Luftwaffendepot wurde er am 19. Juli 1926 Fliegerischer Kommandeur der mit Gloster-Grebe-Jagdflugzeugen ausgestatteten No. 56 Squadran RAF auf dem Militärflugplatz RAF Biggin Hill.
Dickson absolvierte zwischen dem 19. September 1927 und dem 17. Dezember 1928 einen Lehrgang am RAF Staff College, Andover und verblieb dort im Anschluss zunächst überplanmäßig, ehe er am 12. Februar 1929 als Offizier zum Stab der No. 1 Indian Wing auf den Stützpunkt RAF Kohat nach Britisch-Indien versetzt wurde. Er war danach vom 4. April bis zum 30. Dezember 1930 Persönlicher Adjutant des Kommandeurs der britischen Luftwaffe in Indien (RAF India) und wurde in dieser Verwendung am 5. November 1930 zum Major (Squadron Leader) befördert. Während dieser Zeit wurde er am 26. Juni 1931 erneut im Kriegsbericht erwähnt. Im Anschluss blieb er noch bis zum 30. März 1934 als Stabsoffizier im Hauptquartier der RAF in Britisch-Indien, ehe er nach seiner Rückkehr zunächst überplanmäßig in einem Luftwaffendepot eingesetzt wurde.
Am 4. Juni 1934 wurde er zum Officer des Order of the British Empire (OBE) ernannt. Danach besuchte er vom 30. Juli bis zum 19. September 1934 einen Pilotenauffrischungskurs an der Zentralen Flugschule (Central Flying School). Nach einer darauf folgenden Verwendung im Stab der RAF Western Area übernahm er am 14. Januar 1935 seinen ersten eigenen Kommandeursposten, und zwar als Commanding Officer der mit Hawker-Fury-Jagdflugzeugen ausgerüsteten No. 25 Squadron RAF auf dem Luftwaffenstützpunkt RAF Hawkinge. Daraufhin war er zwischen dem 2. März 1936 und dem 17. Januar 1939 Offizier im Führungsstab des RAF Staff College und erhielt in dieser Verwendung am 1. Januar 1937 seine Beförderung zum Oberstleutnant (Wing Commander), ehe er vom 17. Januar bis zum 3. Juli 1939 das Imperial Defence College besuchte.

### Zweiter Weltkrieg
Dickson wurde kurz vor Beginn des Zweiten Weltkrieges am 3. Juli 1939 in die Planungsabteilung des Luftwaffenstabes versetzt, deren Leiter er vom 1. März 1941 bis zum 17. Mai 1942 war. In dieser Funktion arbeitete er maßgeblich an den Planungen der Einsätze der britischen Streitkräfte mit und gehörte zum Beraterstab von Premierminister Winston Churchill und den Chefs der Stäbe der Teilstreitkräfte. Kurz vor Beendigung dieser Tätigkeit wurde er am 14. April 1942 zum Oberst (Group Captain) befördert, wobei die Beförderung auf den 1. Januar 1940 zurückdatiert wurde.
Im Anschluss war er zunächst vom 17. Mai bis zum 26. Juni 1942 Stabschef SASO (Senior Air Staff Officer) der No. 9 Fighter Group RAF, deren Kommandeur (Air Officer Commanding) er anschließend bis zum 4. November 1942 war. Als solcher wurde er am 11. Juni 1942 auch Companion des Order of the Bath (CB). Danach war er vom 4. November 1942 bis zum 21. März 1943 Kommandeur der No. 10 Group RAF und begleitete in dieser Zeit den Kommandeur des Luftangriffskommandos (RAF Fighter Command), Air Marshal Trafford Leigh-Mallory, bei Inspektionsreisen zu den Wüstenluftstreitkräften (Desert Air Force). Als Ergebnis dieses Besuchs wurde er nach seiner Rückkehr am 21. März 1943 als Kommandeur mit der Bildung der ersten zusammengesetzten Luftwaffengruppe (No. 83 (Composite) Group RAF) betraut, die die Basis der im Juni 1943 aufgestellten 2. Taktischen Luftflotte (RAF Second Tactical Air Force) bildete. Nach rund einjähriger Planung der Organisation und Verwaltung dieser neuen Einheit wurde er am 6. April 1944 noch vor der Landung in der Normandie auf Wunsch des Oberbefehlshabers der 21st Army Group, General Bernard Montgomery, durch Harry Broadhurst abgelöst, während er selbst wiederum Broadhursts Nachfolger als Kommandeur der in Italien stationierten Desert Air Force wurde. Kurz darauf wurde ihm am 11. April 1944 der sowjetische Suworow-Orden 3. Klasse sowie die Würde eines Commander der US-amerikanischen Legion of Merit verliehen.

### Aufstieg zum Air Chief Marshal
Kurz vor Ende des Zweiten Weltkrieges wurde Dickson am 21. Dezember 1944 Assistierender Chef des Luftstabes für Politik (Assistant Chief of the Air Staff (Policy)) und verblieb auf diesem Posten bis zum 1. Juni 1946. Während dieser Zeit wurde er am 5. Juli 1945 Commander des Order of the British Empire (CBE) sowie am 1. Januar 1946 zum Knight Commander des Order of the British Empire (KBE) geschlagen, so dass er seither den Namenszusatz „Sir“ führte. Ferner erfolgte am 1. April 1946 seine Beförderung zum Generalmajor (Air Vice Marshal).
Am 1. Juni 1946 löste Dickson Air Chief Marshal Douglas Evill als Vize-Chef des Luftwaffenstabes (Vice Chief of the Air Staff) ab und bekleidete diese Funktion bis zu seiner Ablösung durch Air Marshal James Robb. Während dieser Zeit wurde er am 1. Juli 1947 zum Generalleutnant (Air Marshal) befördert und übernahm am 1. März 1948 von Air Marshal Charles Medhurst den Posten als Oberkommandierender der Luftstreitkräfte im Mittelmeerraum und Mittleren Osten (RAF Mediterranean and Middle East).
Im Anschluss kehrte er nach Großbritannien zurück und fungierte zwischen dem 2. März 1950 und dem 1. Januar 1953 als Mitglied des Luftwaffenausschusses für Versorgung und Organisation (Air Member for Supply & Organisation). In dieser Funktion war er maßgeblich an der Ausweitung der RAF wegen des Koreakrieges sowie den Gesprächen und Planungen für den Einsatz von Flugzeugen der US Air Force auf britischen Luftwaffenstützpunkten beteiligt. Während seiner Tätigkeit als Air Member wurde er am 8. Januar 1951 zum General (Air Chief Marshal) befördert und am 1. Januar 1952 auch zum Knight Commander des Order of the Bath (KCB) geschlagen. Am 15. Februar 1952 war er Vertreter der Luftwaffe bei der Beisetzung von König Georg VI. in der St. George’s Chapel von Windsor Castle.

### Chief of the Air Staff und Chief of the Defence Staff
Am 1. Januar 1953 wurde Dickson zum Knight Grand Cross des Order of the Bath (GCB) erhoben und löste zugleich Marshal of the Royal Air Force John Slessor als Chef des Luftwaffenstabes (Chief of the Air Staff) ab. Während dieser Zeit erfolgte am 1. Juni 1954 seine Beförderung zum Marshal of the Royal Air Force, den höchsten Dienstgrad der Royal Air Force. Die Funktion als Chief of the Air Staff bekleidete er bis zum 1. Januar 1956 und wurde dann durch Air Chief Marshal Dermot Boyle abgelöst.
Dickson selbst übernahm daraufhin am 1. Januar 1956 den neu geschaffenen Posten als Vorsitzender der Chefs des Stäbe (Chairman of the Chiefs of Staff Committee) sowie am 1. Januar 1959 des daraus hervorgegangenen Amtes des Chefs des Verteidigungsstabes (Chief of the Defence Staff). Diesen Posten hatte er bis zu seinem Eintritt in den Ruhestand am 16. Juli 1959 inne und wurde daraufhin durch Admiral of the Fleet Louis Mountbatten, 1. Earl Mountbatten of Burma abgelöst.
Nach seinem Ausscheiden aus dem aktiven Dienst engagierte sich Dickson in verschiedenen Wohltätigkeitsorganisationen und wurde 1964 Vorsteher (Master) der Gilde der Glashändler (Worshipful Company of Glass Sellers).